# Amphibienbiotope Doberg und Weenzer Bruch
Die Amphibienbiotope Doberg und Weenzer Bruch sind ein Naturschutzgebiet im niedersächsischen Flecken Duingen in der Samtgemeinde Leinebergland im Landkreis Hildesheim.

## Allgemeines
Das Naturschutzgebiet mit dem Kennzeichen NSG HA 257 ist circa 132 Hektar groß. Es ist Bestandteil des FFH-Gebietes „Duinger Wald mit Doberg und Weenzer Bruch“. Im Südosten grenzt es an das Naturschutzgebiet „Duinger Wald“. Das Gebiet steht seit dem 5. August 2021 unter Naturschutz. Zuständige untere Naturschutzbehörde ist der Landkreis Hildesheim.

## Beschreibung
Das Naturschutzgebiet liegt südwestlich von Duingen in etwa zwischen Bodenwerder und Alfeld (Leine). Es stellt einen Teil des Duinger Waldes und des Weenzer Bruchs im Norden des Hils unter Schutz. Das Naturschutzgebiet umfasst bewaldete Flächen sowie durch Tonabbau entstandene Gewässer. Diese sind teilweise aufgelassen.
Die Wälder auf vielfach feuchten Standorten sind teilweise als Eichen- und Eichen-Hainbuchenmischwälder mit Stieleiche, Hainbuche, Esche, Feldahorn und Winterlinde ausgeprägt. Stellenweise sind Hutewaldrelikte mit vereinzelten alten Huteeichen erhalten. Kleinflächig stocken auch Hainsimsen-Buchenwälder und Erlen-Eschen-Auwälder. Stellenweise kommen Nadelholzbestände vor. Die Wälder verfügen über einen hohen Alt- und Totholzanteil. Sie beherbergen unter anderem Luchs und Wildkatze, Haselmaus, verschiedene Fledermäuse, darunter die Bechsteinfledermaus, sowie die Spechtarten Schwarz- und Mittelspecht. Sie sind auch Lebensraum des Wachtelweizen-Scheckenfalters.
Die Abbaugewässer sind teilweise nahezu vegetationslos, teilweise auch stärker beispielsweise mit Laichkraut- und Froschbissgesellschaften bewachsen. Daran schließen sich weitgehend vegetationslose Offenbodenflächen und Sukzessionsflächen an. Die Gewässer sind Lebensraum verschiedener Amphibien, darunter Gelbbauchunke, Geburtshelferkröte, Kammmolch, Faden-, Teich- und Bergmolch sowie Grasfrosch, Erdkröte und Feuersalamander. Weiterhin bieten sie verschiedenen Libellenarten einen Lebensraum. Auch der Edelkrebs ist im Gebiet heimisch.